# João Alexandre (cantor)
João Alexandre Silveira, conhecido como João Alexandre (Campinas, 29 de setembro de 1964), é um cantor e compositor de música popular brasileira cristã, além de arranjador e produtor. É ex-integrante do Milad e participou de gravações com vários músicos.

## Vida
João Alexandre nasceu na cidade de Campinas, em 29 de setembro de 1964, numa família evangélica.
Influenciado pelo movimento iniciado com o grupo Vencedores por Cristo (e, especificamente, por Sergio Pimenta e Aristeu Pires Júnior), cuja proposta era a de inserir elementos da cultura brasileira na música cristã, João Alexandre formou, em 1982, o Grupo Pescador. Com vocais complexos e estruturas harmônicas típicas da música popular brasileira, o grupo chegou a gravar um álbum chamado Contraste.
Dois anos mais tarde, e com o fim do Grupo Pescador, João Alexandre sentiu-se vocacionado para o serviço missionário. Uniu-se a uma missão chamada MILAD (Ministério de Louvor e Adoração), cuja proposta era evangelizar por meio da música. Durante os dois anos em que fez parte do MILAD, João viajou mais de 200 mil km por todo o território brasileiro.
Durante este período, João Alexandre casou-se com Tirza Rosa.  Mais tarde, ao saber da gravidez de sua esposa, deixou o MILAD e retornaram a Campinas. Lá, João começa a trabalhar como músico profissional, além de estabelecer uma parceria musical com sua esposa Tirza, também intérprete. Neste período, nasceu seu filho, Felipe Silveira, que acompanha a família em apresentações pelo Brasil.
A partir do seu quarto trabalho individual, Voz e Violão, João Alexandre passou a assumir todas as etapas de produção de seus álbuns, incluindo arranjos (que sempre fez) e a própria captação de recursos, tornando-se, assim, um artista independente. A distribuição de seu trabalho, no entanto, é feita pela VPC Produções.
Em 2006, foi premiado no Troféu Talento, na categoria Melhor arranjo, com o álbum A Volta do Filho Pródigo - O Musical, de Gerson Borges, do qual foi produtor musical e arranjador.
Nos dias 5 e 6 de fevereiro de 2009, gravou o seu primeiro DVD no anfiteatro da Universidade Metodista de São Paulo, na cidade de São Bernardo do Campo, revisitando alguns de seus maiores sucessos.
É membro da Igreja Presbiteriana do Brasil.

## Estilo musical
Como compositor, sua música traz em suas matizes harmônicas, rítmicas e melódicas, influências bem brasileiras, desde a música rural, a seresta, a urbana e a de raiz, passando pelo samba, pela bossa nova e pelo jazz.  Sendo cristão por convicção, nostalgia, brasilidade e poesia caracterizam suas composições, que transmitem sentimentos diversos em relação ao mundo, à Fé e ao cotidiano das pessoas, de forma geral.[carece de fontes?]
Como arranjador e produtor musical, tem sido requisitado por muitos grupos e cantores, participando em centenas de álbuns gravados dentro e fora do Brasil. Seus arranjos tem sido elogiados e reconhecidos por outros arranjadores experientes e pela crítica especializada.[carece de fontes?]

## Discografia

### Com o Grupo Pescador
- 1984: Contraste

### Com oMILAD
- 1985: Água Viva
- 1986: Milad 1
- 1987: Retratos de Vida

### Solo
Álbuns de estúdio
- 1991: Simplesmente João
- 1994: Todos São Iguais
- 1996: Voz e Violão
- 1999: Acústico
- 1999: Hinos: Instrumental
- 2002: Voz, Violão e Algo Mais
- 2007: É Proibido Pensar
- 2009: Do Outro Lado do Mar

Em parceria
- 1990: Estações do Amor - (com Guilherme Kerr Neto)
- 1997: Autor da Vida - (com Tirza Silveira)
- 2005: Família - (com Tirza Silveira e Felipe Silveira)

Álbuns ao vivo
- 2010: Dois Tempos

Coletâneas
- 2000: O Melhor de João Alexandre
- 2003: Oração da Noite
- 2004: João Alexandre: 20 Anos
- 2009: Sobre o Amor

### Como músico convidado
- 1983: Tudo ou Nada - Vencedores por Cristo (violões , guitarra e vocal)
- 1985: Missões e Adoração - IBMorumbi (guitarra e vocal)
- 1985: Janires e Amigos - Janires/Rebanhão (vocal em "Casinha")
- 1985: Vento Livre - Guilherme Kerr (vocal em "Tantas Outras Coisas")
- 1988: A Música de Sérgio Pimenta - Germine/VPC Produções (violão, guitarra, vocal e solo em "O Que me Faz Viver")
- 1988: Eram Doze - Guilherme Kerr e Amigos (arranjos, produção musical, vocal, instrumental)
- 1989: Viajar - Vencedores por Cristo (violão, solo vocal em "Falso Véu")
- 1989: O Semeador - Guilherme Kerr e Sérgio Pimenta (arranjos, produção musical, instrumental para Quarteto Vida)
- 1989: Adoração Comunitária - Guilheme Kerr e Amigos (arranjos, produção musical, vocal, instrumental)
- 1991: Canções Comunitárias - Guilheme Kerr e Amigos (arranjos, produção musical, vocal, instrumental)
- 1992: Cantata Luz - Guilherme Kerr e Jorge Rehder (arranjos, produção musical, vocal, instrumental)
- 1994: Tirza - Tirza Silveira (produção musical, arranjos e vocal)
- 1994: Louvor VIII - Vencedores por Cristo (produção musical, arranjo vocal, e solo em "Castelo Forte")
- 1996: Presença - Jorge Camargo (vocal em "Viva Chama")
- 1997: Canções de Amor - Vencedores por Cristo (produção musical, instrumental e arranjos)
- 1998: Hinos Volume 1 - Vencedores por Cristo (produção musical, instrumental, vocal e arranjos)
- 2002: Louvor IX - Vencedores por Cristo (produção musical, instrumental, vocal e arranjos)
- 2003: O que na Verdade Somos - Fruto Sagrado (vocal em "O Sangue de Abel")
- 2005: A Volta do Filho Pródigo - O Musical - Gerson Borges (produção musical e arranjos)
- 2005: Consola Meu Povo - Canções do Profeta Isaías de Guilherme Kerr e Jorge Rehder - VPC (produção musical, arranjos, instrumental, vocal e solos)
- 2005: Caminhos do Coração - Nelson Bomilcar (vocal e violão nas músicas "Contemplação" e "Salmo 96")
- 2008: Pastor Amado - Vencedores por Cristo Nordeste (violão e vocal/solos)
- 2011: Tudo que é Bonito de Viver - Jorge Camargo (vocal em "Embelezar")
- 2012: Ao Vivo - Baixo e Voz (mixagem e masterização)
- 2014: Venha o Teu Reino - Davi Sacer (técnico de violão)
- 2015: Raízes do Céu - Vavá Rodrigues (vocal em várias faixas)
- 2016: Novamente - Samuel Mizrahy (vocal em "Vejo Deus")

## Livros
- Músico - profissão ou ministério?